# Ill (アイドルグループ)
Ill（イル）は、日本の3人組女性アイドルグループ。2021年9月に2人組ユニットtwinpale（ツインペイル）としてデビュー。2024年12月23日よりIllに改名し活動している。imaginate所属で、同社が展開する女性アイドルプロジェクトHEROINESの一員である。
前身のtwinpaleは、2018年より2人組YouTuber「叶と姫乃」としても活動していた2人がアイドルユニットとしてデビューしたものである。

## 来歴

### 叶と姫乃として
メンバーの蒼井 叶（あおい かなう）と白雪 姫乃 （しらゆき ひめの）が出会ったのは2017年7月23日である。
2018年9月、元々同じアイドルグループで活動していた2人が「叶と姫乃」のチャンネル名でYouTuberとして活動を開始。所属事務所は株式会社imaginate。
週1回土曜日の投稿を続け、活動開始1年弱で登録者数11万人を突破した。投稿ジャンルはピアスやメイクの紹介、ヘアアレンジ、ルーティーン系の動画などで、特に病み系メイクの動画や、定期的に投稿しているピアスの動画は高い再生数を記録している。
YouTuberとして活動中の2018年12月に蒼井叶・白雪姫乃2人共にimaginateの新アイドルグループ悲撃のヒロイン症候群の結成に参加し、2019年2月19日の同グループお披露目をもって再びアイドルとしてステージデビューした。2021年4月の同グループ解散まで、ライブアイドルとしての活動とYouTuberとしての活動を並行して行う。

### twinpaleとして
2019年以降、悲撃のヒロイン症候群を含むimaginate所属の姉妹グループはHEROINESと呼ばれるようになった。悲撃のヒロイン症候群解散の後も2人はimaginateおよびHEROINESに引き続き所属することを選択し、2021年8月に蒼井叶・白雪姫乃の2人で新グループ「twinpale（ツインペイル）」を結成することを発表。9月29日にZepp Tokyoで開催された『HEROINES FES vol.3』でデビューした。
twinは「双子の」「対の」、「pale」は「蒼白い」を意味する。グループコンセプトは「あなたの太陽にはなれませんが、あなたの月になれますように。」である。
2022年2月9日にはデビュー5か月でSpotify O-EASTでのワンマンライブ『Fate or Destiny』を開催した。同年7月5日、全国流通の1stシングル『BADとLIP』でCROSS SIDE MUSICよりCDデビュー。
2022年6月1日に蒼井叶、同5日に白雪姫乃の順で、HEROINESの既存グループから選抜されたメンバー5名で構成される新グループ「GILTY × GILTY（ギルティギルティ）」に参加することが発表された。6月28日のワンマンライブ『JUDGMENT X』（Spotify O-EAST）でデビューし、以後2人はtwinpaleとGILTY × GILTYを兼任して活動している。ここまで
YouTubeチャンネル「叶と姫乃」は「twinpale」としてのチャンネルに移行しミュージックビデオが投稿されていたが、2021年12月よりtwinpaleのコンテンツと並行しながらYouTuber「叶と姫乃」としての動画投稿も再開している。

### Illとして
2024年5月13日、グループとしての発展のため新メンバーオーディションを開催することを発表、同時にスタッフ募集も開始。蒼井叶により、新メンバー加入に合わせてグループ名を変更することも宣言された。ここまで
同年12月11日、新グループ名を「Ill（イル）」とすることが発表された。続く12月17日には新メンバー紫ノ色（しきのしき）を加えて3人組グループとなることを発表。12月23日、EX THEATER ROPPONGIで開催された『HEROINES Xmas Day1』でIllとして再デビューした。
Illは「病んだ」「邪悪な」といった意味の語であるが、スラングとして「素晴らしい」「いかした」という意味もあり、紫ノ色は後者の用法に触れて「 Illとは、『ヤバい』という意味を持っています。twinpaleからさらに進化し、『ここから強く革命を起こすグループとして活動をしてゆく』という意味でわたしは捉えていますし、それくらい『ヤバイグループ』なんだぞという思いが名前にも現れています」と語っている。
Illとしての新たなコンセプトフレーズは「アナタがみてイル、ワタシがワタシ。」である。
2025年4月1日、紫ノ色を加えた3人での新YouTubeチャンネル「いるちゃんのおうち」を開設した。

## 評価

### YouTuberとして
ライターの遠藤彬は、「叶と姫乃」チャンネルで最も再生数が伸びるメイク動画コンテンツについて、「彼女らの『“ギャップあり”メイク』の由縁は、スッピンの面影が一切残らない、匠の域に達するほどの技術にある。決して視聴者には真似できないその技術は、真似するというより見て楽しむものといってもいい」と評価している。
ライターのすなくじらは、twinpale／叶と姫乃の活動について、「twinpaleはアイドルである以前にインフルエンサーなのだ。（中略）フリルスカートを纏ったアイドルとしての完璧な姿だけでなく、最高の自分でいるためのひたむきな努力が垣間見える様子もファンの心を掴んで離さない」と述べている。
音楽ライターの冬将軍は、「（編註twinpaleでは）ゴリゴリに作り込んだビジュアルの世界観を打ち出しているにも関わらず、YouTuberらしく気取らずにノーメイク姿を晒している素のノリも同性同世代に大きく支持される要因でもあるだろう」と分析している。

### 音楽性・アイドルとして
twinpale初期にリリースした「ショートケーカーズ」「ぼくたちは失敗」をはじめとした同グループの楽曲群は主にアーバンギャルドのフロントマン松永天馬が提供している。また、「ワンピース心中」を始めアーバンギャルド楽曲のカバーも行っている。
前出のライターすなくじらは、アーバンギャルドが常々扱っている「少女（少女性）」というテーマとtwinpaleとの関係に注目して分析を行い、楽曲「ショートケーカーズ」の歌詞が描く少女像について「夢の世界のメイドとして働く少女たちを重ね、『虚構で壊れやすい』からこそ真の意味で光り輝く、概念としての繊細なその姿を、松永はtwinpaleと共に手をとって表現しようとしているのではないだろうか」と解釈を加えている。ここまで
冬将軍は、twinpaleを「ゴスやヴィジュアル系メイク＆ファッションの現代的解釈による究極形態ユニットというべき存在」と位置付け、「ちょっと奇妙なサウンドとインパクトある世界観のアーバンギャルドの松永天馬の楽曲、耳馴染みはよいが聴けば聴くほどに難解さを感じるナナホシ管弦楽団/岩見陸の提供曲も印象的」と評価。また、コロナ禍におけるソーシャル・ディスタンシングでライブハウスにおける観客の在り方が変化したことがtwinpaleにとって有利にはたらいたことに注目して分析し、「これまでは“参戦”と呼ばれるような“挑む”体勢で臨んでいたライブへ、誰もが気軽に行けるようになったのだ。いわゆるアイドルヲタクとはまったく異なる、お粧しした女子や学校帰りの女子学生といった層をライブ会場で多く見かけるのがtwinpaleの強さでもある」と述べている。ここまで

## メンバー
| 名前      | よみ           | 担当カラー | 誕生日                | 出身地 | 身長   | 血液型 | 備考               |
| --------- | -------------- | ---------- | --------------------- | ------ | ------ | ------ | ------------------ |
| 蒼井 叶   | あおいかなう   | 蒼         | 2001年11月9日（23歳） | 天王星 | 159 cm | A型    |                    |
| 白雪 姫乃 | しらゆきひめの | 白         | 2000年9月20日（24歳） | 東京都 | 167 cm | 不明   |                    |
| 紫ノ 色   | しきのしき     | 紫         | 4月6日                |        |        | A型    | 2024年12月23日加入 |
| 森 緑藻   | もり まりも    | 緑         | 11月14日              |        | 164 cm | A型    | 2025年6月2日加入   |

### 蒼井叶
- 元悲撃のヒロイン症候群メンバー。
- 派手髪がトレードマークである[8]。
- GILTY × GILTYを兼任している。
- 2023年に行われたメンバー間投票による「ヒロインズランキング」では、「彼氏にするならランキング」2位にランクインしている[35]。

### 白雪姫乃
- 元悲撃のヒロイン症候群メンバー。
- 黒髪ぱっつん姫カットがトレードマークである[8]。
- GILTY × GILTYを兼任している。
- 2023年に行われたヒロインズランキングでは、「1番美人だと思うランキング」5位、「お姉ちゃんにするならランキング」1位、「1番頭良さそうな人ランキング」4位にランクインしている[35][36]。

### 紫ノ色
- Illへの改名と同時に加入。

### 森緑藻
- 2025年6月2日にZepp DiverCityで行われたHEROINES FESより加入。

## 年譜

### 2018年
- 9月29日 - YouTubeチャンネル「叶と姫乃」活動開始[2][37]
- 12月22日 - 蒼井叶・白雪姫乃が悲撃のヒロイン症候群の結成に参加[9][10]

### 2019年
- 2月19日 - 悲撃のヒロイン症候群のメンバーとしてデビュー[10]
- 7月20日 - 「叶と姫乃」チャンネルの登録者数が10万人を突破[38]。

### 2021年
- 4月6日 - 悲撃のヒロイン症候群が解散[11]
- 8月27日 - 「叶と姫乃」のTwitterアカウントよりtwinpale始動を発表[13][39]
- 8月28日、29日 - twinpaleメンバーを発表、アーティスト写真を公開[13]
- 9月29日 - 「HEROINES FES vol.3」（Zepp Tokyo）でデビューライブ[14]

### 2022年
- 2月9日 - Spotify O-EASTにて1stワンマンライブ『Fate or Destiny』を開催[20]
- 6月28日 - ワンマンライブ『JUDGEMENT X』（Spotify O-EAST）より蒼井叶・白雪姫乃がGILTY × GILTYとの兼任を開始[21]
- 7月5日 - 1stシングル『BADとLIP』をメジャーリリース[40]

### 2024年
- 5月13日 - 新メンバーオーディションを開催することを発表[2]
- 12月11日 - グループ名をIllに改名し、同月23日に新体制をお披露目することを発表[23]
- 12月17日 - 新メンバー・紫ノ色を発表[24]
- 12月22日 - twinpaleとして最後の配信アルバム『Pale Moon』をリリース[41]
- 12月23日 - 『HEROINES Xmas Day1』（EX THEATER ROPPONGI）にてIllデビューライブ[25]

### 2025年
- 4月1日 - 新YouTubeチャンネル「いるちゃんのおうち」を開設[27]

## ディスコグラフィ

### シングル
| #  | タイトル               | 作詞 | 作曲・編曲 |
| -- | ---------------------- | ---- | ---------- |
| 1. | 「BADとLIP」           |      |            |
| 2. | 「アンラッキー終末期」 |      |            |
| 3. | 「私、一生アイドル」   |      |            |

| #  | タイトル               | 作詞 | 作曲・編曲 |
| -- | ---------------------- | ---- | ---------- |
| 1. | 「BADとLIP」           |      |            |
| 2. | 「ショートケーカーズ」 |      |            |
| 3. | 「ジキルとハイド」     |      |            |

| #  | タイトル           | 作詞 | 作曲・編曲 |
| -- | ------------------ | ---- | ---------- |
| 1. | 「BADとLIP」       |      |            |
| 2. | 「ナイトダイバー」 |      |            |
| 3. | 「Re:lieve」       |      |            |

| #  | タイトル                 | 作詞 | 作曲・編曲 |
| -- | ------------------------ | ---- | ---------- |
| 1. | 「BADとLIP」             |      |            |
| 2. | 「チョコレイト・カノン」 |      |            |
| 3. | 「永劫螺旋が如く」       |      |            |

| #  | タイトル                 | 作詞 | 作曲・編曲 |
| -- | ------------------------ | ---- | ---------- |
| 1. | 「BADとLIP」             |      |            |
| 2. | 「アンラッキー終末期」   |      |            |
| 3. | 「私、一生アイドル」     |      |            |
| 4. | 「ショートケーカーズ」   |      |            |
| 5. | 「ジキルとハイド」       |      |            |
| 6. | 「ナイトダイバー」       |      |            |
| 7. | 「Re:lieve」             |      |            |
| 8. | 「チョコレイト・カノン」 |      |            |
| 9. | 「永劫螺旋が如く」       |      |            |

### アルバム
| タイトル  | リリース日                                 | 形態 | 規格品番   | 収録曲 | 備考                                                                       |
| --------- | ------------------------------------------ | ---- | ---------- | --- | -------------------------------------------------------------------------- |
| Pale Moon | 2024年12月22日                             | 配信 | -          | \| # \| タイトル \| 作詞 \| 作曲・編曲 \| \| --- \| ------------------------------------------ \| ---- \| ---------- \| \| 1. \| 「ツインエール」 \| \| \| \| 2. \| 「君とクリームソーダ」 \| \| \| \| 3. \| 「サニー!アドベンチャー! (twinpale Ver.)」 \| \| \| \| 4. \| 「わがままプリンセス」 \| \| \| \| 5. \| 「鳥籠マスカレード」 \| \| \| \| 6. \| 「ワンピース心中 (twinpale ver.)」 \| \| \| \| 7. \| 「カショオ化SHOW」 \| \| \| \| 8. \| 「ピンクゾンビーズ」 \| \| \| \| 9. \| 「ゴステリック」 \| \| \| \| 10. \| 「あたしガチャ」 \| \| \| \| 11. \| 「REUNION」 \| \| \| | twinpale体制の終了にあたり、これまで未配信であった楽曲を全て収録しリリース |
|           |                                            |      |            | |                                                                            |
| #         | タイトル                                   | 作詞 | 作曲・編曲 | |                                                                            |
| 1.        | 「ツインエール」                           |      |            | |                                                                            |
| 2.        | 「君とクリームソーダ」                     |      |            | |                                                                            |
| 3.        | 「サニー!アドベンチャー! (twinpale Ver.)」 |      |            | |                                                                            |
| 4.        | 「わがままプリンセス」                     |      |            | |                                                                            |
| 5.        | 「鳥籠マスカレード」                       |      |            | |                                                                            |
| 6.        | 「ワンピース心中 (twinpale ver.)」         |      |            | |                                                                            |
| 7.        | 「カショオ化SHOW」                         |      |            | |                                                                            |
| 8.        | 「ピンクゾンビーズ」                       |      |            | |                                                                            |
| 9.        | 「ゴステリック」                           |      |            | |                                                                            |
| 10.       | 「あたしガチャ」                           |      |            | |                                                                            |
| 11.       | 「REUNION」                                |      |            | |                                                                            |

## 参加作品
- 『HEROINES ALBUM 2025』

HEROINES全グループによるメジャー流通コンピレーションアルバム。2025年2月1日発売。代表曲としてIll初のオリジナル曲である「ジェラ」が全18形態に収録。
「Ill ver.」はイラストレーター優貴肇によるIllの描き下ろしジャケットで、Ill3人での再録による「ショートケーカーズ」が収録されている。
アルバム情報公開時点ではtwinpaleとして活動していたが、リリース前にIllへ改名した。そのため当初の報道およびCDジャケットの一部ではtwinpaleと表記されている。